# La Bastide-du-Salat
La Bastide-du-Salat ist eine französische Gemeinde mit 202 Einwohnern (Stand: 1. Januar 2022) im Département Ariège in der Region Okzitanien. Sie gehört zum Kanton Portes du Couserans und zum Arrondissement Saint-Girons.
Zur Gemeindegemarkung gehören neben der Hauptsiedlung auch die Weiler Crabasse, Izert, Labouche, Sabaté und La Tuilerie. Nachbargemeinden sind Touille im Norden, Betchat im Nordosten, Lacave im Südosten, Castagnède im Südwesten und His im Westen.

## Bevölkerungsentwicklung
| Jahr      | 1962 | 1968 | 1975 | 1982 | 1990 | 1999 | 2008 | 2015 | 2016 |
| --------- | ---- | ---- | ---- | ---- | ---- | ---- | ---- | ---- | ---- |
| Einwohner | 220  | 218  | 180  | 160  | 147  | 171  | 197  | 177  | 172  |